# Kirk Broadfoot
Pour les articles homonymes, voir Broadfoot.
Kirk Broadfoot est un footballeur écossais, né le 4 août 1984, à Irvine, North Ayrshire en Écosse. Il joue au poste de défenseur axial, mais il a aussi évolué fréquemment comme arrière droit (notamment sous le maillot des Rangers), ainsi que plus rarement comme arrière gauche.

## Carrière en club

### Juniors
Le premier club de Kirk Broadfoot a été Ayr Valspar, petit club de la ville d'Ayr. 

### St Mirren
Kirk Broadfoot a ensuite intégré les équipes de jeunes du club de Scottish Premier League de St Mirren, en 2002, à l'âge de 17 ans. Il a alors assez rapidement gagné sa place en équipe première de ce club jusqu'à en devenir le capitaine lors de la saison 2006-2007, à la place de Kevin McGowne. Il porta le maillot de St Mirren à 174 reprises en tout, dont 154 en championnat.
En 2004, Kirk Broadfoot a été condamné civilement à la suite d'une rixe à douze mois de probation, à deux cents heures de service à la communauté et à une amende de 750 £. Cet incident s'est produit alors que Kirk Broadfoot assistait en tant que spectateur à un match de football amateur dans la petite ville écossaise de Drongan.
Il a été un des membres actifs de l'équipe de St Mirren qui a gagné la promotion pour la Scottish Premier League pour la saison 2006-2007 et a remporté la Scottish Challenge Cup (sorte de mini Coupe de la Ligue en Écosse, cf Scottish Challenge Cup) lors de son édition 2005-2006, le 5 novembre 2005, à Airdrie, contre Hamilton Academical (victoire 2-1).

### Glasgow Rangers et après
En mars 2007, Kirk Broadfoot signa un contrat en faveur des Rangers pour un transfert se concrétisant en juin. 
Broadfoot joua son premier match pour les Rangers le 31 juillet 2007, lors du match aller du second tour qualificatif pour la Ligue des Champions 2007-2008, contre le club champion du Monténégro, Zeta Golubovci (victoire 2-0). Il inscrivit son premier but pour son nouveau club le 18 août de la même année lors de la victoire 7-2 contre Falkirk dans un match de championnat.
Il n'a connu que peu de titularisation durant la première partie de la saison avant de devenir un membre plus régulier de l'équipe première. Il a participé à l'aventure européenne des Rangers lors de la Coupe UEFA 2007-2008, jouant même l'intégralité de la finale perdue contre le club russe du Zénith Saint-Pétersbourg (0-2). Il a remporté la Coupe de la Ligue écossaise 2007-2008 mais ne faisait pas partie de la feuille de match pour la finale de la Coupe d'Écosse 2007-2008, remportée aussi par les Rangers.
Le 16 mai 2014 il est libéré du Blackpool.
Le 9 juin 2014 il rejoint Rotherham United 
Le 31 juillet 2020, il rejoint Kilmarnock.

## Carrière internationale
Kirk Broadfoot est sélectionnable pour l'équipe d'Écosse et a connu ses premières sélections en 2008. Il a en effet été appelé en remplacement de son coéquipier David Weir. Le 10 septembre 2008, il a ainsi connu sa première sélection, lors d'un match de qualification pour la Coupe du monde 2010, à Reykjavik, contre l'Islande. À cette occasion, il a inscrit son premier but pour l'Écosse (victoire 2-1).
Il avait précédemment eu plusieurs sélections en espoirs ainsi que deux capes pour Écosse B (les deux fois contre l'Irlande B, le 14 novembre 2006 (0-0) et le 20 novembre 2007 (1-1), où il avait remplacé Michael Stewart à la 72e minute).

## Palmarès
- Scottish Challenge Cup 2005-2006 (avec St Mirren)
- Scottish First Division 2005-2006 (avec St Mirren)
- Coupe de la Ligue écossaise 2007-2008 et 2009-2010 (avec les Rangers)
- Scottish Cup 2007-2008 et 2008-2009 (avec les Rangers)
- Scottish League 2008-2009, 2009-2010 et 2010-2011 (avec les Rangers)